# Pioneer-anomália

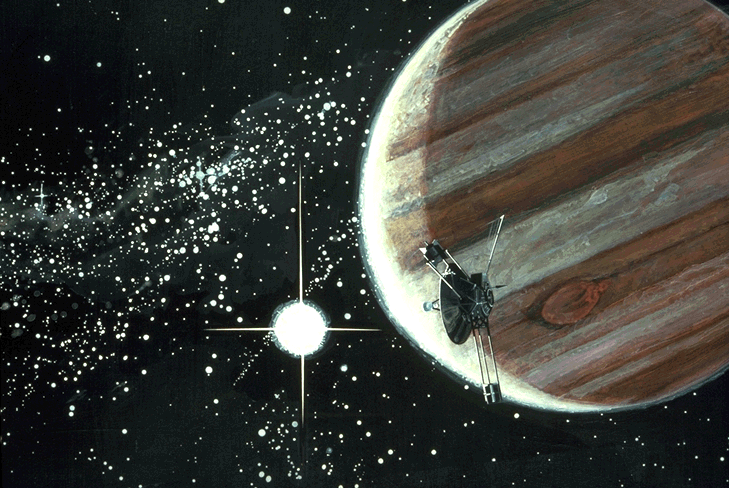
Pioneer-10

A Pioneer-anomália a külső Naprendszerbe küldött Pioneer–10 és Pioneer–11 amerikai űrszondák várható és tényleges repülési pályája közötti eltérést jelenti. Az űrszondák a hőkibocsájtás miatt lassulnak igen kis, de mérhető mértékben.

## Leírás
Az 1972-ben felbocsátott Pioneer–10 mozgását több mint huszonöt éven át követték nyomon. A Földről utánaküldött, majd az űrszondáról visszaverődő rádiójelek Doppler-jelenség miatti vöröseltolódásából a NASA kutatói folyamatosan meghatározták a szonda sebességét. Az adatok már régóta arra mutattak, hogy a Pioneer–10 a vártnál erősebben lassul, jóllehet a kutatók igyekeztek számításba venni minden lehetséges zavaró tényezőt: például a Föld Nap körüli keringése periodikusan hol összenyomja, hol megnyújtja a hullámokat, a szonda útjába eső bolygók tömegvonzása pedig módosítja a mozgást.
Bár a kisebb eltéréseket már régóta észlelték, csak mostanra készült el az a tanulmány, amely az utóbbi 10 év adatainak az elemzése alapján szisztematikus eltérést mutat ki az elméletileg kiszámított és a valóságos mozgás között. John Anderson, a pasadenai Jet Propulsion Laboratory kutatója szerint bár számtalan feltételezéssel próbálkoztak, mostanra már nemigen maradt más magyarázat, mint az, hogy a Nap tömegvonzása a vártnál erősebb. Igaz, az eltérés a lassulás mértékében csekély, másodpercenként mindössze 80 milliárdod centiméter – ez egy óránként 60 kilométeres sebességgel haladó autót 650 év alatt állítana meg. Ám a számítások olyan pontosak, hogy a hibahatárba még ez a piciny eltérés sem fér bele.
Hol lehet a hiba? Az üzemanyag esetleges elszivárgását, a csillagközi por fékező hatását és még ismeretlen objektumok gravitációs befolyását sorra ki kellett zárni. Ráadásul a vizsgálat ráirányította a figyelmet a többi, nagy távolságra eljutó szonda mozgására is. Kiderült, hogy azokban is kimutathatók olyan eltérések, amelyek komolyan kétségessé teszik a gravitáció törvényeire vonatkozó ismereteinket. A Pioneer–11, amelyet 1973-ban bocsátottak fel a Naprendszer éppen átellenes irányába, szintén nagyjából ugyanolyan mértékben lassul, mint a Pioneer–10. Az 1990-ben a Jupiter felé elindított Ulysses pályája, miközben a Nap mellett elhaladt, szintén a vártnál erősebben módosult. A jelenleg a Jupiter holdjai közelében levő Galileo szonda pályaadataiban is tetten érhető ugyanez a jelenség. „Mindez együtt már elég hatásos érvnek látszik ahhoz, hogy feltegyük a kérdést: valóban jól ismerjük-e a tömegvonzás törvényeit?” – állítja Anderson.
2012 nyarán a NASA közölte a lehetséges megfejtést a problémára. Szerintük az űrszondák hőkibocsájtása miatt lassulnak kis mértékben. "Ez a hatás olyasmi, mint amikor vezetjük az autónkat, és a fényszóróból kilőtt fotonok nagyon kis mértékben visszalökik az autónkat." - mondta Dr. Slava Turyshev, a NASA munkatársa. Tehát úgy tűnik, a ma ismert fizikai törvényeken belül sikerült megmagyarázni a jelenséget.

## Külső hivatkozások

### Magyar oldalak
- Újra elemzik a Pioneer-anomáliát (2007. március 3.)
- Megfejtették a Pioneer-anomáliát (2012. Július 19.)

### Külföldi oldalak
- Gravity theory dispenses with dark matter (2006. január 25.)
- Pioneer anomaly on arxiv.org
- Johan Masreliez; The Pioneer Anomaly - A cosmological explanation[halott link]. preprint (2005) Ap&SS, v. 299, no. 1, pp. 83–108
- A Force to Reckon With: What applied the brakes on Pioneer 10 and 11? 2005. október 10.
- NASA Solves Mystery of Pioneer 10 and 11 2012. Július 18